# Véra Tsybakov
 (octobre 2021).
Véra Tsybakov, née le 22 octobre 1982 à Moscou, est une pianiste, pédagogue et chef de chœur franco-russe.

## Biographie
Véra Tsybakov commence le piano à l'âge de 5 ans. Elle est l'une des disciples de Brigitte Engerer. Entrée dans sa classe au Conservatoire national supérieur de musique de Paris à l'âge de 14 ans, Véra Tsybakov y obtient le Diplôme de Formation Supérieure de piano et musique de chambre, avant d'être admise en cycle de perfectionnement.
Depuis, elle mène une carrière internationale qui l'amène sur les plus belles scènes françaises (Salle Pleyel, Théâtre du Châtelet, Théâtre des Champs-Élysées, Salle Gaveau, Théâtre Mogador, Radio France…) et internationales (Allemagne, Belgique, Japon, Pays-Bas, Suisse, Russie…).
Véra Tsybakov est lauréate du Concours international Long-Thibaud-Crespin en 2004. Outre le prix Marguerite Long, Véra Tsybakov remporte les premiers prix aux concours de Radio France, Steinway Paris, Zonta club, ainsi que le premier prix à l'unanimité et prix spécial Chopin au concours de Vulaines-sur-Seine.
Elle enregistre 6 CD pour les labels Intrada et Paraty.

Passionnée par le chant et les musiques actuelles, Véra Tsybakov a été cheffe d'un choeur Pop / Variété de 2016 à 2019.

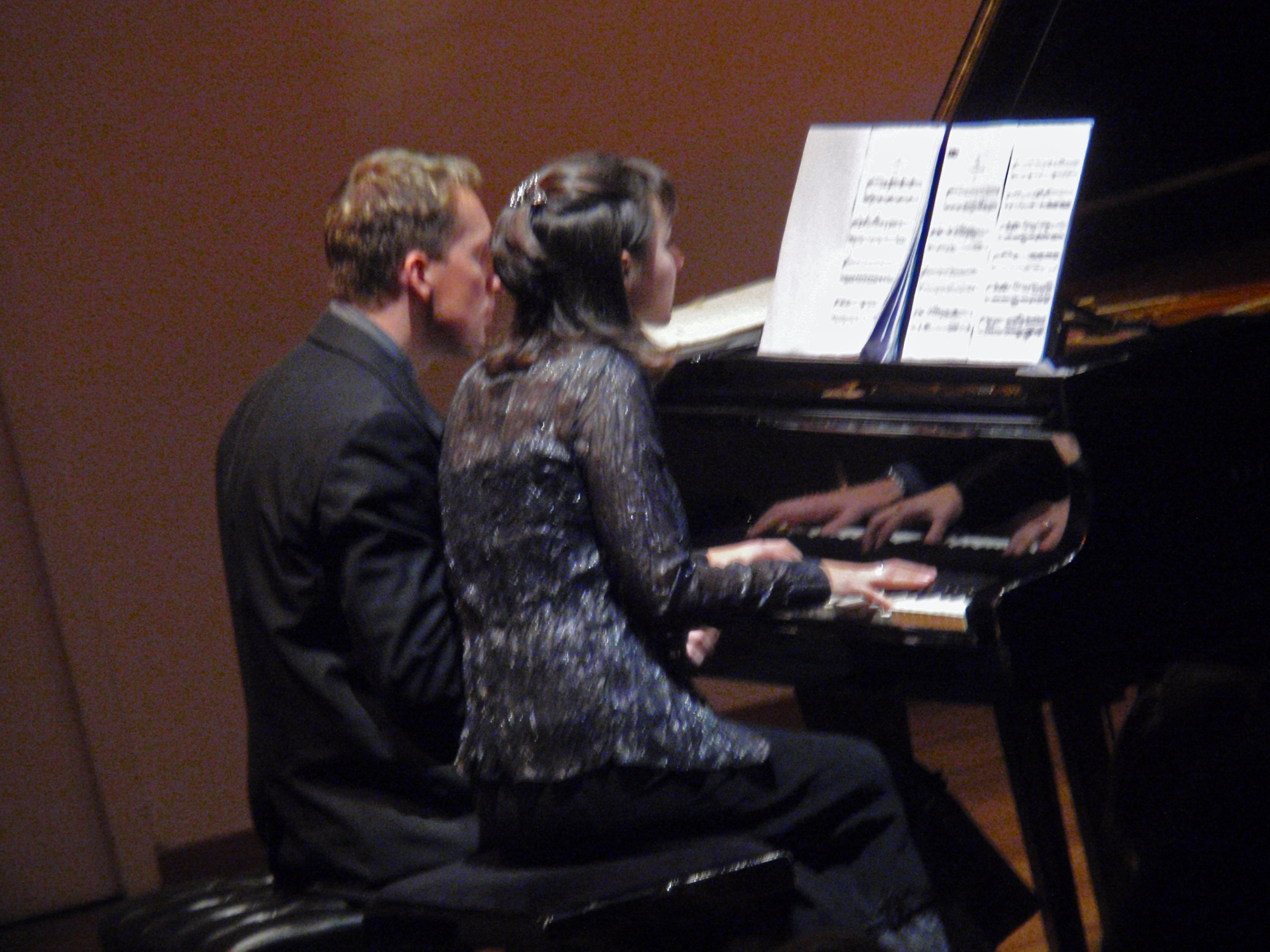
Véra Tsybakov et Romain Hervé au piano 4 mains le 21 novembre 2008 à Thionville.

Entre 2010 et 2018, elle est responsable pédagogique du magazine Pianiste pour lequel elle enregistre 43 DVDs de cours de piano.
Un DVD Le Kit Piano, Best of de ses cours, est édité par SONY Classical.
Depuis 2013, elle est professeur d'enseignement artistique (discipline piano), au Conservatoire à Rayonnement Intercommunal de Savigny-sur-Orge dans l'Essonne.
Elle est mariée avec le pianiste français Romain Hervé, ils sont parents de deux enfants. Tous deux se produisent parfois ensemble en concert où ils interprètent des pièces de piano, chacun seul ou en duo à quatre mains,,.

## Discographie
- Chopin
- Rhapsody in Blue
- L'histoire du Petit Tailleur
- La Revue de Cuisine
- L'histoire de Babar
- Dialogue de l'Eau et de l'Air